# Richie Goods
Richie Goods (* 10. Februar 1969) ist ein US-amerikanischer Jazz- und Fusionmusiker (Kontrabass, E-Bass, Komposition) des Modern Jazz.

## Leben und Wirken
Goods wuchs in Pittsburgh auf und spielte schon früh in Kirchengemeinden und Clubs, während er die Pittsburgh Creative and Performing Arts High School besuchte. Nach dem Schulabschluss studierte er im Jazzprogramm des Berklee College of Music; anschließend zog er nach New York City, wo er weiteren Unterricht bei Ron Carter und Ray Brown hatte. Er arbeitete ab den frühen 1990er-Jahren u. a. neun Jahre mit Mulgrew Miller, mit dem auch erste Aufnahmen entstanden (With Our Own Eyes, 1993, mit Tony Reedus), des Weiteren mit Milt Jackson, Stanley Turrentine, DJ Jazzy Jeff & the Fresh Prince, Christina Aguilera, Norman Simmons, Eddie Allen, Russell Malone, Vincent Herring, Antonio Hart, Don Braden, Helen Sung, Masahiro Nakagawa, Anthony Wonsey, Louis Hayes und mit Erich Kunzel & The Cincinnati Pops Orchestra.
Goods betätigte sich auch als Begleiter der Vokalisten Heidi Martin, Vanessa Rubin, Roseanna Vitro, Pamela Luss, Simone Kopmajer, Gillian Margot und The Manhattan Transfer. Mit seiner Fusionband, der Helen Sung, Jeff Lockhart und der Schlagzeuger Mike Clark angehörten, nahm er 2007 das Livealbum Richie Goods & Nuclear Fusion: Live at the Zinc Bar auf. Mit Daniel Kramer und Oleg Butman entstand im folgenden Jahr die Trioproduktion Kramer/Goods/Butman. 2017 veröffentlichte er mit seiner Band Nuclear Fusion das Album Three Rivers.
Als Sessionmusiker wirkte er auch an Produktionen von Patti Austin, Whitney Houston, Alicia Keys und Common mit; fünf Jahre lang tourte er mit Chris Botti. Goods spielt gegenwärtig im Geoffrey Keezer Quartet; zu hören ist er u. a. auch auf Keezers Album Playdate (2022) und Built in System (Live from New York) von Chien Chien Lu. In der Schweiz trat er mit Dani Felber auf. Im Bereich des Jazz war er zwischen 1993 und 2023 an 56 Aufnahmesessions beteiligt.